# إد أيريس
إد أيريس (بالإنجليزية: Ed Ayres)‏ هو نحات وصحفي أمريكي، ولد في 1941.